# Jambu Kulon
Jambu Kulon is een bestuurslaag in het regentschap Klaten van de provincie Midden-Java, Indonesië. Jambu Kulon telt 3705 inwoners (volkstelling 2010).
Jambu Kulon is gelegen aan de provinciale weg van Solo naar Yogjakarta.
Bekend vanwege de diverse kleine hout bewerkings bedrijven en de meubel fabrieken.
Desa Jenon
Desa Wareng